# Fläcktrast
Fläcktrast (Geokichla guttata) är en utrotninghotad afrikansk fågel i familjen trastar.

## Utseende och läten
Fläcktrasten är en medelstor (19–23 cm), mark- och skogslevande trast. Kännetecknande är kraftigt fläckad undersida, ett svart, vertikalt streck i ansiktet och två vita vingband. Benen är hudfärgade. Liknande jordtrasten är större och mer upprätt, saknar vingband och förekommer inte i skog. Sången är högljudd och vacker med korta, flöjtande fraser innehållande fyra till fem toner. Lätet är ett utdraget "sreee".

## Utbredning och systematik
Fläcktrast delas in i fem underarter med följande utbredning:
- Geokichla guttata maxis – förekommer i södra Sydsudan
- Geokichla guttata lippensi – förekommer i sydöstra Kongo-Kinshasa (Upemba National Park)
- guttata-gruppen
  - Geokichla guttata belcheri – förekommer i södra Malawi (Thyoloberget)
  - Geokichla guttata fischeri – förekommer i kustnära östra Kenya och Tanzania
  - Geokichla guttata guttata – förekommer i södra Malawi, KwaZulu-Natal och Kapprovinsen

### Släktestillhörighet
Tidigare placerades arten i släktet Zoothera, men flera DNA-studier visar att fläcktrast med släktingar står närmare bland andra trastarna i Turdus.

## Status och hot
Fläcktrast har en liten och fragmenterad världspopulation bestående av under 1 000 vuxna individer. Den tros också minska i antal till följd av habitatförlust. Fågeln är därför upptagen på internationella naturvårdsunionen IUCN:s röda lista över hotade arter, kategoriserad som sårbar (VU).